# Albrecht Dold
Pour les articles homonymes, voir Dold.
Albrecht Egon Dold (1928-2011) est un mathématicien allemand.

## Biographie
À partir de 1948, Dold fut étudiant à Heidelberg en mathématiques. Il y soutint en 1954 un doctorat, dirigé par Herbert Seifert,. De 1956 à 1958, il était à l'Institute for Advanced Study à Princeton, en même temps qu'Einstein. En 1958, il soutint son habilitation à Heidelberg. En 1960, il enseigna à l'université Columbia à New York et en 1962 à celle de Zurich. De 1963 jusqu'à sa retraite en 1996, il fut professeur de mathématiques pures à Heidelberg.
Il était l'époux de l'historienne des mathématiques néerlandaise Yvonne Dold-Samplonius (1937-2014).

## Œuvre
Albrecht Dold travaille principalement en topologie algébrique et en algèbre homologique. Il publie un traité de topologie algébrique très diffusé par Springer, éditeur pour qui il dirige avec Beno Eckmann à partir de 1964 la nouvelle collection Lecture Notes in Mathematics. Il travaille entre autres sur la théorie du cobordisme de René Thom. Ses résultats sur les théorèmes de point fixe ont des applications par exemple en économie. Il dirige entre autres les thèses de Carl-Friedrich Bödigheimer, Eberhard Freitag, Volker Puppe, Mónica Clapp et Paul Seidel.
En 1984-1985, il est président de la DMV (Société allemande de mathématiques) et, de 1995 à 1998, vice-président de l'IMU (Union mathématique internationale). Il est secrétaire de la classe « Mathématiques et sciences de la nature » de l'Académie des sciences de Heidelberg de 1991 à 1994 puis, jusqu'en 1999, représentant du secrétaire.

## Distinctions
- 1962, conférencier invité au Congrès international des mathématiciens à Stockholm[6]
- 1974, membre de l'Académie des sciences de Heidelberg
- 1985, membre de l'Académie Leopoldina
- membre correspondant de l'Académie mexicaine des sciences (es)
- docteur honoris causa en sciences politiques

## Sélection de publications
- (de) « Erzeugende der Thomschen Algebra 𝕹 », Math. Z., vol. 65,‎ 1956, p. 25-35 (lire en ligne)
- (de) (avec René Thom), « Quasifaserungen und unendliche symmetrische Produkte », Ann. Math., 2e série, vol. 67,‎ 1958, p. 239-281 (DOI 10.2307/1970005)
- « Les foncteurs dérivés d'un foncteur non-additif », Séminaire Bourbaki, no 170,‎ 1958/59 (lire en ligne)
- (de) (avec Dieter Puppe), « Homologie nicht-additiver Funktoren. Anwendungen », Ann. Inst. Fourier, vol. 11,‎ 1961, p. 201-312 (lire en ligne)
- (de) « Homotopie und Kohomologie », Jahresbericht DMV, vol. 68,‎ 1966, p. 205-211 (lire en ligne)
- (en) Lectures on Algebraic Topology, Springer, coll. « Grundlehren der mathematischen Wissenschaften » (no 200), 1980, 2e éd. (1re éd. 1972) (ISBN 978-3-540-58660-9, lire en ligne), réédité en 2004 dans la coll. « Classics in Mathematics »
- (en) « The Fixed Point Index of Fibre-Preserving Maps », Invent. Math., vol. 25,‎ 1974, p. 281-297 (lire en ligne)
- (en) « Fixed Point theory and Homotopy theory », dans Symposium in Algebraic Topology in Honor of Josef Adem, AMS, 1982
- (en) « Fixed point indices of iterated maps », Invent. Math., vol. 74,‎ 1983, p. 419-435 (lire en ligne)